# برشت (بلژیک)
شهر برشت (تلفظ هلندی: [brɛxt]) در شهرستان آنتوئر در استان آنتوئر در منطقه فلاندری در کشور بلژیک واقع شده‌است.

## نگارخانه

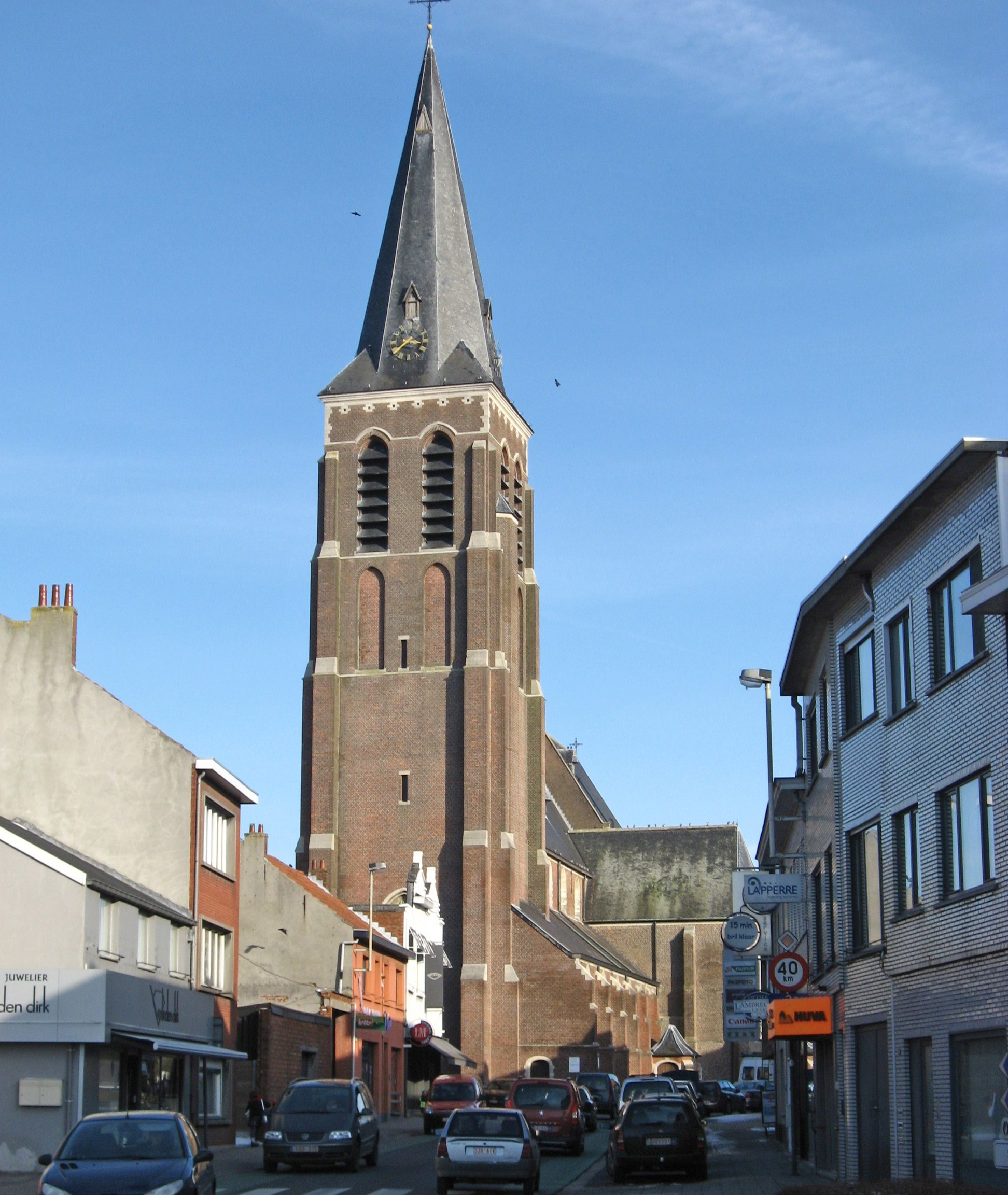
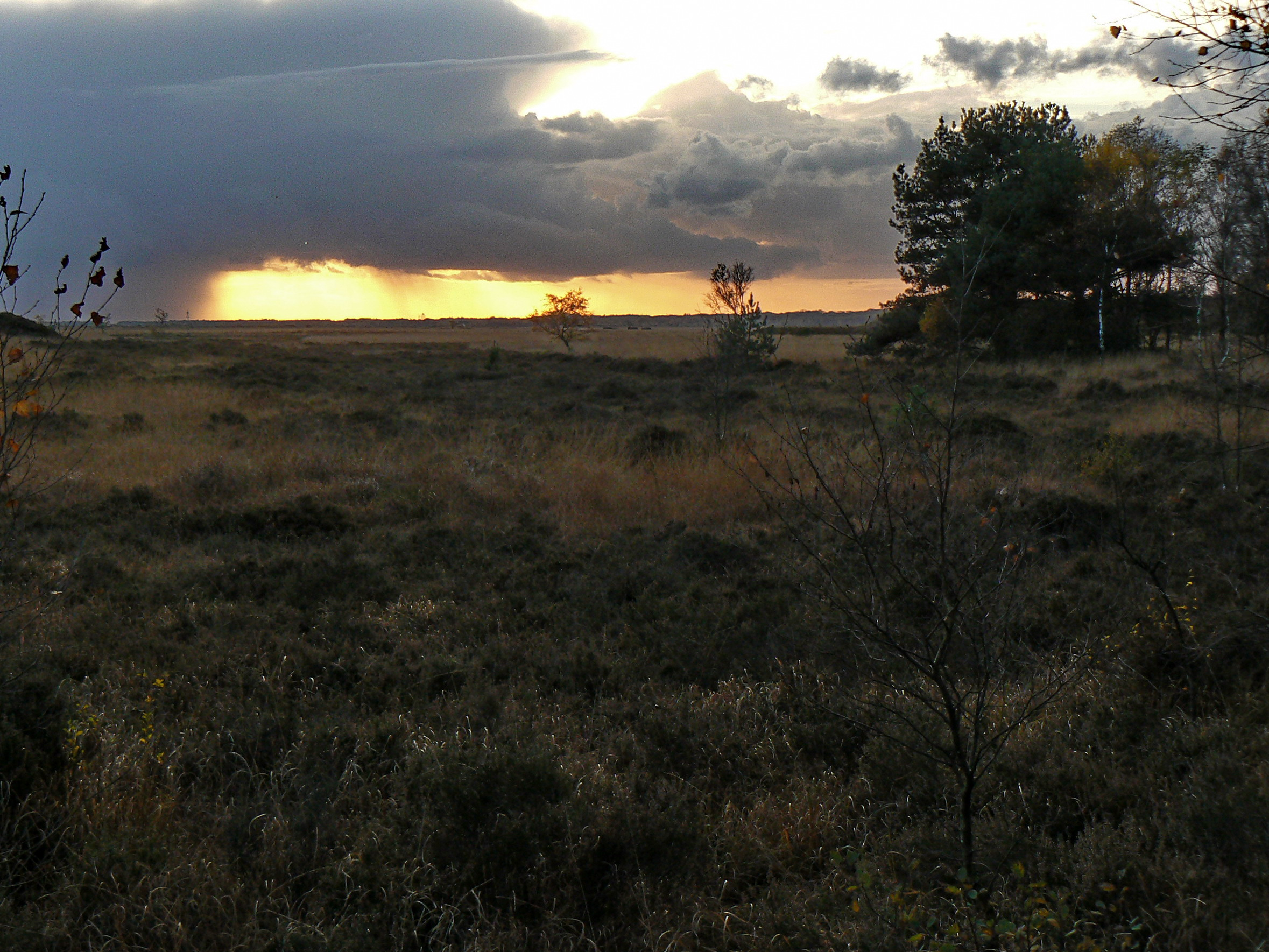
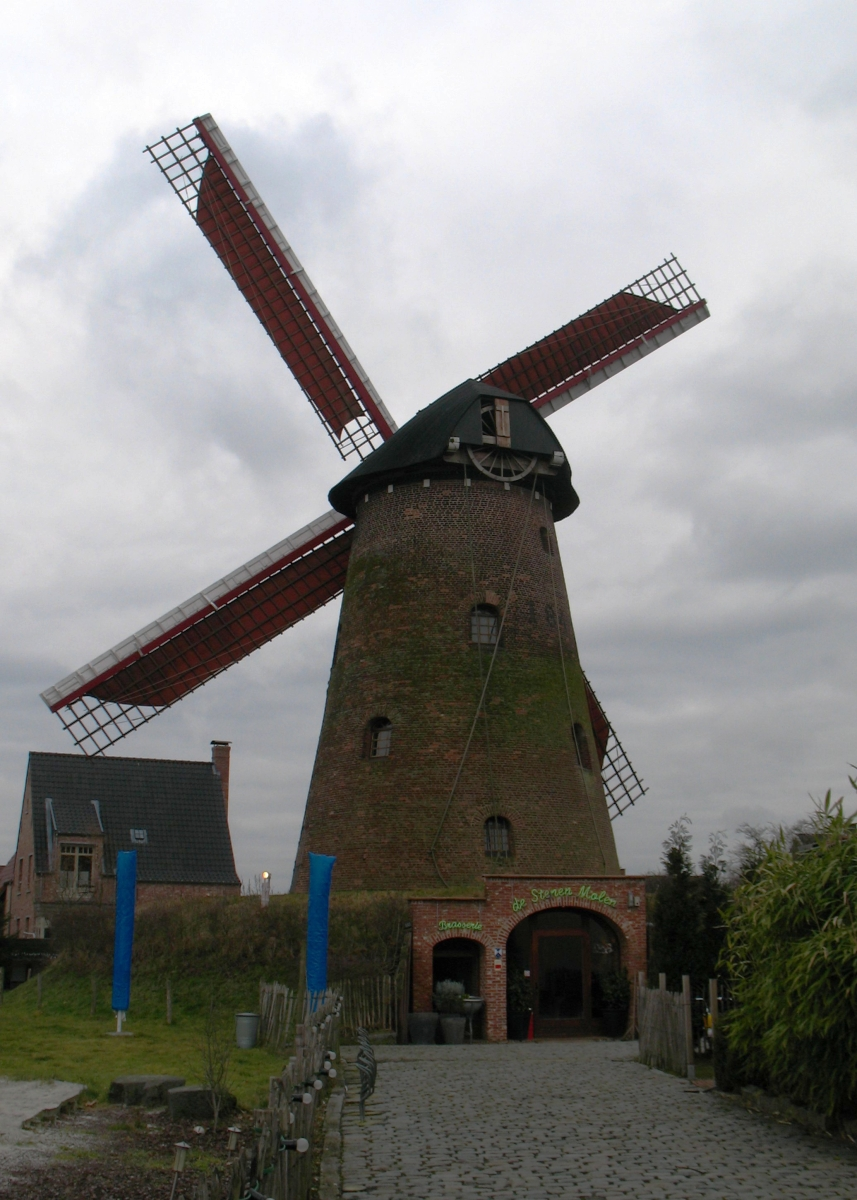